# Maoča (dystrykt Brczko)
Maoča – wieś w Bośni i Hercegowinie, w dystrykcie Brczko. W 2013 roku liczyła 3030 mieszkańców, z czego większość stanowili Boszniacy.